# Super Adventure Rockman
Super Adventure Rockman é um jogo lançado em 1998 apenas no Japão para o Sega Saturn e PlayStation da série Mega Man de jogos de Video game da Capcom.
O jogo alterna entre uma aventura com cenas animadas em que o jogador toma decisões a partir de uma lista de opções texto, e combates de tiro em primeira pessoa contra inimigos e chefes.

## Enredo e  jogabilidade
O jogo é dividido em três episódios. Dr. Wily descobriu um antigo supercomputador alienígena "Ra Moon" escondido nas ruínas da Amazônia, que ele usa para reavivar seus vários Robot Masters de Mega Man 2 e Mega Man 3. As ruínas são de algum modo capazes de interromper quase todo o maquinário e a eletricidade do mundo, causando também efeitos deletérios nos robôs por meio de uma frequência bruta e invasiva de interferência de microondas que repentinamente se espalhou após a ativação de Ra Moon. Roll é rapidamente afetado, então Dr. Light imuniza Mega Man e seus irmãos, e os envia para parar o Dr. Wily antes que seja tarde demais.
O jogo alterna entre cenas cortadas animadas, tomando decisões de uma lista de opções de texto e lutando em um modo de tiro em primeira pessoa.